# Рух вгору
«Рух вгору» — російська спортивна художня драма 2017 року режисера Антона Мегердичева. Фільм заснований на реальних історичних подіях і розповідає про перемогу збірної СРСР над збірною США в фінальному матчі чоловічої баскетбольного турніру XX літніх Олімпійських ігор у Мюнхені (ФРН) в ніч з 9 на 10 вересня 1972 року.
Прем'єрний показ фільму відбувся 22 грудня 2017 року в кінотеатрі «Жовтень» у Москві.
У широкий прокат в Росії фільм вийшов 28 грудня 2017 року. Тільки за перші дні прокату його подивилися 700 тисяч глядачів.
5 січня 2018 року фільм вийшов у прокат в Латвії, Литві та Естонії. З 14 січня 2018 року почався івент-прокат фільму в кінотеатрах Німеччини, Австрії, Бельгії та Люксембургу.
За станом на 10 січня 2018 року, на підставі визначення Московського міського суду та звернень правовласників, «Роскомнадзор» вилучив піратські копії фільму зі 147 інтернет-ресурсів і запланував видалення ще з 22 сайтів, а також здійснив блокування 20 інтернет-ресурсів, які після повідомлення «Роскомнадзора» не припинили доступ до незаконно розповсюджуються копій фільму.

## Про фільм
В основу фільму лягла автобіографічна книга радянського баскетболіста Сергія Бєлова «Рух вгору» (2011), присвячена 30-річчю літньої Олімпіади 1980 року в Москві.
У картині також торкнулася трагедія, яка відбулася з 4 по 6 вересня 1972 року на Олімпіаді в Мюнхені, коли палестинськими терористами були розстріляні 11 членів олімпійської збірної Ізраїлю, коли обстановка в місті була розпечена до межі, що наклало жахливий відбиток на атмосферу Олімпіади. Після триденної невизначеності у зв'язку з терактом існував ризик припинення XX літніх Олімпійських ігор та скасування ще не завершених змагань, що для спортсменів, які прагнули до перемоги і усвідомлювали власну силу, стало би страшним розчаруванням. Незважаючи на відновлення стартів, настрій у всіх був пригніченим, а напруга навколо фінальної гри — вкрай високою.

## Сюжет
1970 рік. У чоловічої збірної СРСР з баскетболу змінюється головний тренер. Новий наставник Володимир Гаранжин (Володимир Машков), який до цього очолював ленінградський «Спартак», повідомляє на прес-конференції, що на майбутніх Олімпійських іграх у Мюнхені збирається обіграти збірну США. Заяви тренера лякають спортивних чиновників, для яких головне — гідно виступити на найбільших змаганнях у рік 50-річчя СРСР і зберегти свої посади.
Гаранжин повністю змінює склад збірної і тепер в команді не переважає «ЦСКА», але представлені гравці з багатьох інших спортивних клубів республік СРСР. Гаранжин починає тренування з новою методикою; йому необхідно надихнути команду і переконати гравців у тому, що вони зможуть зробити неможливе — обіграти непереможних до того моменту американців.
Ніч з 9 на 10 вересня 1972 року. Місто Мюнхен, яке пережило 3 дні тому теракт, продовжує проведення спортивних змагань. Настає довгоочікуваний фінал баскетбольного турніру XX літніх Олімпійських ігор. У фінал виходять, як і планував Гаранжин, збірні СРСР і США. До вирішальної зустрічі обидві збірні приходять без поразок. А результат драматичного фінального поєдинку вирішиться в останні три секунди матчу…

## Виробництво
Зйомки фільму почалися в серпні 2016 року в Москві.

## Збори
.

## Маркетинг
- У травні 2017 року вийшов тизер-трейлер фільму.
- 14 червня 2017 року вийшов перший трейлер.

## Критика
Ще до виходу фільму в прокат він викликав різку критику з боку Євгенії В'ячеславівни Кондрашиної та Олександри Павлівни Овчиннікової (вдів Володимира Кондрашина і Олександра Бєлова), а також Юрія Володимировича Кондрашина (сина Володимира Петровича). На їхню думку, автори фільму вторглися в їхнє приватне життя, включивши інформацію про неї в сценарій без їхньої згоди.
19 квітня 2017 року мати і син Кондрашини і Овчиннікова подали на ООО «Студия „ТриТэ“» Микити Михалкова в Пресненський районний суд Москви позов «о запрете распространения информации о частной жизни», у задоволенні якого рішенням суду від 4 вересня 2017  позивачам було відмовлено (в зв'язку з тим, що в ході розгляду справи відповідач вніс зміни в сценарій з врахуванням обставин, викладених в позовній заяві).
10 січня 2018 року, в інтерв'ю медіахолдингу «РБК», режисер «Руху вгору» Антон Мегердичев розповів, що кілька разів спілкувався з Кондрашиною і Овчинніковою і після бесіди з ними у нього було відчуття, що вони зрозуміли один одного, але, водночас, у нього склалося враження, що вони «про щось домовилися». Мегердичев також заявив, що ставиться до персонажів фільму з «такою повагою, яку тільки можна уявити», а також сказав наступне: «Жодна людина, яка робила „Рух вгору“, не ставила собі за мету образити… А, навпаки, підняти і зробити героїв з команди, і вони йшли до останнього, щоб знайти якийсь контакт [з родичами]».
25 січня 2018 року Кондрашини й Овчиннікова в інтерв'ю агентству «Росбалт» підтвердили, що зустрічалися з творцями стрічки. Одначе, за словами Овчиннікової, родичі спочатку їм відповідали, що проти затвердження даного сценарію: «Слёзы? Эмоции? Они этого добились. Но исторической правды там нет никакой», — заявила Овчиннікова.

## Відгуки
- Російський кіннооглядач і кінокритик Антон Долін в програмі «Супутник кіноглядача» в ефірі радіостанції «Маяк» 28 грудня 2017 року дав фільму «Рух вгору» загалом позитивну оцінку, назвавши його «справжнім блокбастером про баскетбол».
- Журналіст і телеведучий Володимир Познер назвав фільм чудовим: «Це відмінне кіно. Грають відмінно, знято чудово, але головне — є реальний драматичний розповідь про абсолютно реальних людей, і є правда життя… Словом, фільм чудовий».
- Міністр культури Російської Федерації Володимир Мединський вважає фільм успішним: «„Рух вгору“ — це, я вважаю, взагалі в деякому роді самий вдалий, навіть зразковий вітчизняний кінопродукт. Він закільцьовує багаторічні творчі шукання нашого кінематографа: повертається до нібито втрачених цінностей і сенсів великої школи радянського кіно і відтворює їх у сучасному форматі».
- Російський тренер і баскетбольний коментатор Володимир Гомельський поділився власною думкою про картину: «Фільм викликав сильні позитивні емоції. Так, далеко не всі події були в той самий період часу, але це художній фільм, а значить є місце художнього вимислу. Єдине, що мене особисто напружило — сюжетна лінія з Модестасом Паулаускасом, адже він ніколи не думав про втечу і не був зрадником Батьківщини, як представлено у фільмі. Добре, що сам він, подивившись картину, не образився на її творців. …Я дивився фільм двічі і навіть на другий раз азарт боротьби та драматургія залишили враження».

## Нагороди та премії
- 2018 — 6 січня фільм отримав кінонагороду «Золотий четвертак» сайту незалежного[джерело?] журналу про кіно «25-й кадр» у номинації «Кращий російський фільм» 2017 року[15].

## Значущі невідповідності
- До 1992 року за баскетбольну збірну США грали виняткові аматори, який починаючи з 1970-х були представлені студентами американських коледжів. За збірну СРСР виступали найсильніші баскетболісти країни. Про цей факт у фільмі немає жодних згадок.
- Показаний стиль гри «осучаснений»; він разюче відрізняється від того, як реально грали в 1972 році. Кидки з-під ноги, «цвяхи» зверху, зламані щити і багато іншого з'явилося набагато пізніше. В NCAA ці прийоми взагалі були заборонені до 1976 року.
- Тренер у фільмі носить прізвище Гаранжин, а не Кондрашин. Це пов'язано з тим, що сценаристи не знайшли взаєморозуміння з вдовою тренера Володимира Кондрашина, яка мала свій погляд на його особистість. Також його син у 1972 році був вже повнолітнім і так і не одужав.
- Модестас Паулаускас ніколи не був антисовєтчиком і не готувався втекти з СРСР, до останнього часу він тренував школярів в Калінінградській області.
- Сергій Бєлов в той час не носив вусів, а Олександр Бєлов (показаний гладко виголеним), навпаки, мав густі бакенбарди.
- Проблеми зі здоров'ям у Олександра Бєлова почалися тільки в 1976 році.
- У спогадах баскетболістів немає згадки про гру в Гарлемі з місцевими жителями.
- Прямої трансляції матчу збірної СРСР з США в Радянському Союзі не було.
- У фільмі Алжан Жармухамедов дізнався про існування контактних лінз на виїзний тренуванні в США (новітня розробка, якої ще немає в СРСР). У дійсності, перші контактні лінзи з'явилися в СРСР ще в 1927 році. За словами самого Жармухамедова, в мюнхенському фіналі він грав ще без лінз, а носити їх почав пізніше.
- На чемпіонатах світу, куди американці привозили склади набагато слабші, ніж на олімпіади, збірна СРСР перемагала США не раз і до 1972 року.